# Совет министров РСФСР
Сове́т мини́стров РСФСР (Совми́н РСФСР/РФ) — высший исполнительный и распорядительный орган государственного управления Российской Советской Федеративной Социалистической Республики (РСФСР) до мая 1991 года. Действовал в период с 1946 по 1993 годы.
В декабре 1991 года переименован в Совет министров Российской Федерации, а в 1993 году в связи с принятием новой конституции переименован в Правительство Российской Федерации, которое в настоящее время исполняет функции федерального органа исполнительной власти в Российской Федерации.

## История

### Образование
Законом СССР от 15 марта 1946 года Совет народных комиссаров СССР и совнаркомы союзных и автономных республик были преобразованы в соответствующие Советы министров. В соответствии с ним, указом Президиума Верховного Совета РСФСР от 23 марта того же года Совет народных комиссаров РСФСР был преобразован в Совет министров РСФСР. 13 марта 1948 года были внесены соответствующие изменения в Конституцию РСФСР.

### С принятиемКонституции РСФСР от 1978 г.
С 12 апреля 1978 года, после вступления в силу новой Конституции РСФСР, перечень союзно-республиканских и республиканских министерств и государственных комитетов РСФСР определялся отдельным Законом о Совете Министров РСФСР, а не Конституцией как ранее.
По закону 1979 года Совет министров РСФСР был наделён широкими полномочиями в области решения вопросов государственного управления, отнесённых к ве́дению РСФСР и не входящих в компетенцию Верховного Совета РСФСР и Президиума Верховного Совета РСФСР.
27 октября 1989 года в состав Совета Министров РСФСР были включены председатели Советов Министров автономных республик.

### В редакции от декабря 1990 г.
В Конституции в редакции от 15 декабря 1990 года Совет Министров РСФСР оставался конституционным органом, ему был посвящена глава 14.
Глава 14. Совет Министров РСФСР
Статья 122. Совет Министров РСФСР — Правительство РСФСР — является высшим исполнительным и распорядительным органом государственной власти РСФСР.
Статья 123. Совет Министров РСФСР образуется Верховным Советом РСФСР на совместном заседании Совета Республики и Совета Национальностей в составе Председателя Совета Министров РСФСР, первых заместителей и заместителей Председателя, министров РСФСР, председателей государственных комитетов РСФСР.
В состав Совета Министров РСФСР входят по должности председатели Советом Министров автономных республик.
По представлению Председателя Совета Министров РСФСР Верховный Совет РСФСР может включить в состав Правительства РСФСР руководителей других органов и организаций РСФСР.
Совет Министров РСФСР слагает свои полномочия перед вновь избранным Верховным Советом РСФСР на его первой сессии.
Статья 124. Совет Министров РСФСР ответствен перед Съездом народных депутатов РСФСР и Верховным Советом РСФСР и им подотчетен.
Вновь образованный Совет Министров РСФСР представляет на рассмотрение Верховного Совета РСФСР программу предстоящей деятельности на срок своих полномочий.
Совет Министров РСФСР не реже одного раза в год отчитывается о своей работе перед Верховным Советом РСФСР.
Статья 125. Совет Министров РСФСР правомочен решать все вопросы государственного управления, отнесенные к ведению РСФСР, поскольку они не входят, согласно Конституции РСФСР, в компетенцию Съезда народных депутатов РСФСР, Верховного Совета РСФСР и его Президиума, Председателя Верховного Совета РСФСР.
В пределах своих полномочий Совет Министров РСФСР:
   1) обеспечивает руководство народным хозяйством и социально-культурным строительством; разрабатывает и осуществляет меры по обеспечению роста благосостояния и культуры народа, по развитию науки и техники, рациональному использованию и охране природных ресурсов; способствует осуществлению мер по укреплению денежной и кредитной системы, по организации государственного страхования и единой системы учета и статистики; участвует в проведении единой политики цен, оплаты труда, социального обеспечения; организует управление промышленными, строительными, сельскохозяйственными предприятиями и объединениями, предприятиями транспорта и связи, а также иными организациями и учреждениями республиканского и местного подчинения;
    2) разрабатывает и вносит в Верховный Совет РСФСР текущие и перспективные государственные планы экономического и социального развития РСФСР, государственный бюджет РСФСР; принимает меры по осуществлению государственных планов и бюджета, по обеспечению комплексного экономического и социального развития РСФСР, экономических районов, автономных республик, краев, областей и городов республиканского подчинения; координирует и контролирует деятельность предприятий, учреждений и организаций союзного подчинения по вопросам, относящимся к ведению РСФСР; представляет Верховному Совету РСФСР отчеты о выполнении планов и исполнении бюджета;
    3) осуществляет меры по защите интересов государства, охране социалистической собственности и общественного порядка, по обеспечению и защите прав и свобод граждан;
    4) принимает меры в пределах, определяемых Конституцией СССР, по обеспечению государственной безопасности и обороноспособности страны;
    5) осуществляет руководство в области отношений РСФСР с иностранными государствами и международными организациями в порядке, установленном Союзом ССР;
    6) образует в случае необходимости комитеты, главные управления и другие ведомства при Совете Министров РСФСР по делам хозяйственного и социально-культурного строительства;
    7) направляет и проверяет работу Советов Министров автономных республик, осуществляет руководство деятельностью исполнительных комитетов местных Советов народных депутатов.
Статья 126. Для решения вопросов, связанных с обеспечением руководства народным хозяйством, и других вопросов государственного управления в качестве постоянного органа Совета Министров РСФСР действует Президиум Совета Министров РСФСР в составе Председателя Совета Министров РСФСР, первых заместителей и заместителей Председателя Совета Министров РСФСР, а также других членов Правительства в соответствии с Законом о Совете Министров РСФСР.
Статья 127. Совет Министров РСФСР издает постановления и распоряжения на основе и во исполнение законодательных актов СССР и РСФСР, постановлений и распоряжений Совета Министров СССР, организует и проверяет их исполнение. Постановления и распоряжения Совета Министров РСФСР обязательны к исполнению на всей территории РСФСР.
Статья 128. Совет Министров РСФСР в пределах своей компетенции имеет право приостанавливать исполнение постановлений и распоряжений Советов Министров автономных республик, а также отменять решения и распоряжения исполнительных комитетов краевых, областных, городских (городов республиканского подчинения) Советов народных депутатов и исполнительных комитетов Советов народных депутатов автономных областей.
Совет Министров РСФСР имеет право отменять акты министерств, государственных комитетов РСФСР, других подведомственных ему органов.
Статья 129. Совет Министров РСФСР объединяет и направляет работу министерств и государственных комитетов РСФСР, других подведомственных ему органов.
Министерства и государственные комитеты РСФСР несут ответственность за состояние и развитие порученных им сфер и отраслей управления.

Статья 130. Компетенция Совета Министров РСФСР и его Президиума, порядок их деятельности, отношения Совета Министров РСФСР с другими государственными органами, а также перечень министерств и государственных комитетов РСФСР определяются на основе Конституции Законом о Совете Министров РСФСР.

### Последние годы существования СССР
24 мая 1991 года в ст. 122 Конституции РСФСР была внесена поправка, которая лишила Совет министров статуса высшего органа власти, что не согласовывалось со ст. 139 Конституции СССР. Также Совет министров лишился распорядительных функций (что тоже не согласовывалось ст. 139 Конституции СССР) и стал подотчётен только Президенту РСФСР. До этого момента он был подотчётен Съезду народных депутатов и Верховному Совету РСФСР. Так как Конституция СССР по прежнему имела силу, то Совет министров РСФСР вправе был действовать в соответствии с ней.
После победы на президентских выборах РСФСР летом 1991 года Ельцин приступил к реализации радикальной экономической реформы. На период экономической реформы президент возложил на себя непосредственное руководство правительством и поручил прежнему составу Совета министров РСФСР исполнять обязанности по управлению экономикой страны до формирования нового правительственного органа, возглавляемого лично президентом РСФСР, который получил наименование — Правительство РСФСР, при этом в конституции РСФСР сохранялся термин «Совет Министров», а также сохранялась должность председателя Совета Министров.
15 ноября 1991 года Совет министров РСФСР был в полном составе отправлен в отставку. До 14 декабря 1992 года Совет Министров не формировался и его председатель не назначался.
В связи с переименованием РСФСР в Российскую Федерацию согласно закону, принятому Верховным Советом РСФСР 25 декабря 1991 года, Совет министров РСФСР получил новое официальное наименование — Совет министров Российской Федерации. 21 апреля 1992 года Съезд народных депутатов России утвердил переименование, внеся соответствующие поправки в конституцию РСФСР.

### После распада СССР
После распада СССР 26 декабря 1991 года Совет министров Российской Федерации (РСФСР) стал де-факто правительством независимого государства и прекратил руководствоваться в своей деятельности положениями Конституции СССР, законами СССР и решениями Кабинета министров СССР, которым был обязан следовать ранее согласно законодательствам СССР и РСФСР. В конце 1991 года началась ликвидация союзных министерств и ведомств и передача их функций и имущества республиканским органам. Правительству РСФСР перешли многие функции Кабинета министров СССР.
16 мая 1992 года независимость российских органов власти была юридически закреплена в новой редакции Конституции РСФСР, из которой были исключены пункты о подведомственности в некоторых вопросах российских органов государственной власти союзным. Вместе с тем, Конституция СССР и законы СССР продолжали упоминаться в статьях 4 и 102 Конституции Российской Федерации — России (РСФСР), несмотря на то, что в Конституцию были внесены многочисленные поправки, исключающие упоминание об СССР.
9 декабря 1992 года в ст. 122 Конституции Российской Федерации — России (РСФСР) 1978 года была внесена поправка, в результате которой Совет министров стал подотчётен не только президенту, но и Съезду народных депутатов и Верховному Совету, как это было до мая 1991 года.
14 декабря 1992 года постановлением VII Съезда народных депутатов председателем Совета министров был утверждён Виктор Черномырдин, и через несколько дней в соответствии с законом «О Совете Министров — Правительстве Российской Федерации» были определены новые полномочия Совета министров Российской Федерации.
12 января 1993 года закон РСФСР от 3 августа 1979 года «О Совете министров РСФСР» полностью прекратил своё действие. 23 декабря 1993 года в связи с принятием новой Конституции России президент России Б. Н. Ельцин издал указ о преобразовании и реорганизации российских правительственных органов, согласно которому Совет министров Российской Федерации был преобразован в Правительство Российской Федерации. При этом предписывалось сократить численный состав правительства; сократить количество министерств, государственных комитетов и ведомств; сократить аппарат правительства; преобразовать часть государственных комитетов в министерства.

## Состав
До мая 1991 года Совет министров РСФСР формировался Верховным Советом РСФСР в следующем составе:
- Председатель Совета министров РСФСР
- Первые заместители и заместители председателя Совета министров РСФСР
- Министры РСФСР
- Председатели государственных комитетов РСФСР
- Руководители других органов и организаций РСФСР (по согласованию с Верховным Советом РСФСP)

После мая 1991 года Совет министров Российской Федерации (РСФСР) формировался Президентом Российской Федерации (РСФСР) в следующем составе:
- Председатель Совета министров Российской Федерации (РСФСР)
- Первые заместители и заместители председателя Совета министров Российской Федерации (РСФСР)
- Министры Российской Федерации (РСФСР)
- Председатели государственных комитетов Российской Федерации (РСФСР)
- Руководители других органов и организаций Российской Федерации (РСФСР) (по согласованию с Президентом РСФСР)

## Руководящие органы

### Председатель Совета министров РСФСР
Председатель Совета министров РСФСР являлся главой российского правительства.
- Косыгин, Алексей Николаевич (15 — 23 марта 1946)
- Родионов, Михаил Иванович (23 марта 1946 — 9 марта 1949)
- Черноусов, Борис Николаевич (9 марта 1949 — 20 октября 1952)
- Пузанов, Александр Михайлович (20 октября 1952 — 24 января 1956)
- Яснов, Михаил Алексеевич (24 января 1956 — 19 декабря 1957)
- Козлов, Фрол Романович (19 декабря 1957 — 31 марта 1958)
- Полянский, Дмитрий Степанович (31 марта 1958 — 23 ноября 1962)
- Воронов, Геннадий Иванович (23 ноября 1962 — 23 июля 1971)
- Соломенцев, Михаил Сергеевич (28 июля 1971 — 24 июня 1983)
- Воротников, Виталий Иванович (24 июня 1983 — 3 октября 1988)
- Власов, Александр Владимирович (3 октября 1988 — 15 июня 1990)
- Силаев, Иван Степанович (18 июня 1990[24] — 26 сентября 1991)
- Лобов, Олег Иванович (26 сентября — 15 ноября 1991)[25]

В период с 15 ноября 1991 по 14 декабря 1992 Совет министров Российской Федерации (РСФСР) не формировался и его председатель не назначался. Указом президента РСФСР от 6 ноября 1991 г. № 172 «Об организации работы Правительства РСФСР в условиях экономической реформы» «на время проведения радикальной экономической реформы» было сформировано Правительство РСФСР под непосредственным руководством президента РСФСР.
- Черномырдин, Виктор Степанович (14 декабря 1992[27][28] — 25 декабря 1993) (продолжил также полномочия после конституционной реформы 1993 года)

О правительстве Российской Федерации с 25 декабря 1993 года смотрите Правительство России

### Управление делами Совета министров РСФСР
3 августа 1979 года был принят закон РСФСР «О Совете Министров РСФСР», в котором отдельная статья (34) была посвящена Аппарату Совета министров РСФСР. Аппаратом Правительства являлось управление делами Совета министров РСФСР, осуществлявшее подготовку вопросов для рассмотрения в Совете Министров РСФСР и обеспечивавшее систематическую проверку исполнения решений КПСС (до 14 марта 1990) и Правительства. После принятия данного закона управляющий делами входил в состав Совета министров.
Пост управляющего делами Совета Министров РСФСР занимали:
- 1946—1949 — Падежнов, Иван Васильевич
- 1950—1960 — Груздев, Иван Михайлович
- 1960—1962 — Каргополов, Виктор Алексеевич
- январь 1963 — апрель 1969 — Тупицын, Михаил Николаевич
- сентябрь 1969 — 4 декабря 1981 — Смирнов, Иван Семёнович
- 25 марта 1982 — 15 июня 1990 — Зарубин, Иван Иванович (затем и. о. до 14 июля 1990)
- 14 июля — 31 октября 1990 — Стерлигов, Александр Николаевич
- 29 ноября 1990 — 10 июля 1991 — Третьяков, Александр Иванович (затем и. о. до 5 августа 1991)

5 августа 1991 года почти все подразделения управления делами Совета Министров (за исключением отдела по взаимодействию с Верховным Советом республики и секретариата Председателя Совета Министров) были включены в состав Управления Делами Администрации Президента РСФСР.
Указом президента РСФСР от 6 ноября 1991 г. на базе отраслевых отделов Управления делами Администрации Президента РСФСР, аппаратов Председателя Совета Министров РСФСР и его заместителей сформирован аппарат Правительства РСФСР, который был включен в качестве самостоятельного структурного подразделения в администрацию президента РСФСР. Руководство аппарата Правительства было возложено на первого заместителя председателя Правительства (до 11 ноября 1991 года, когда был назначен руководитель аппарата, по должности не входивший в состав правительства).
Вместе с тем, формально продолжал действовать закон «О Совете Министров РСФСР», который утратил силу лишь 12 января 1993 года, в связи с введением в действие закона «О Совете Министров — Правительстве Российской Федерации». Для обеспечения деятельности Совета министров Российской Федерации вместо Управделами образовывался Аппарат Совета министров РФ (ст. 32). Назначение и освобождение от должности руководителя аппарата осуществлялось президентом РФ по представлению председателя Правительства РФ. В соответствии со ст. 7 того же закона, руководитель аппарата входил в состав Совета министров.

## Центральные органы государственного управления
Республиканские министерства и государственные комитеты являлись центральными органами государственного управления РСФСР. Руководители этих органов входили в состав Совета министров РСФСР. Часть российских министерств и госкомитетов находилась в двойном подчинении. Так, союзно-республиканские министерства и госкомитеты РСФСР одновременно подчинялись Совету Министров РСФСР и соответствующему центральному органу государственного управления СССР. Положения о российских министерствах и госкомитетах, их структура и численность работников центрального аппарата утверждались Советом министров РСФСР по согласованию с соответствующими союзными органами. В отличие от союзно-республиканских учреждений, республиканские министерства и госкомитеты РСФСР подчинялись только Совету министров РСФСР.

### Министерства
- Министерство автомобильных дорог РСФСР[4]
- Министерство автомобильного транспорта РСФСР[3][33][34][4]
- Министерство автомобильного транспорта и шоссейных дорог РСФСР[33][34]
- Министерство безопасности Российской Федерации[35]
- Министерство безопасности и внутренних дел РСФСР[36]
- Министерство бытового обслуживания населения РСФСР[4]
- Министерство бумажной и деревообрабатывающей промышленности РСФСР[37]
- Министерство вкусовой промышленности РСФСР[3][38]
- Министерство внешних экономических связей РСФСР[39][40]
- Министерство внутренних дел РСФСР[3][41][4][42][39]
- Министерство водного хозяйства РСФСР[33]
- Военное министерство РСФСР[43][33]
- Министерство Вооруженных Сил РСФСР[3][43]
- Министерство высшего и среднего специального образования РСФСР[44][4]
- Министерство геологии РСФСР[45][46]
- Министерство городского и сельского строительства РСФСР[47]
- Министерство государственной безопасности РСФСР[3][33]
- Министерство государственного контроля РСФСР[3]
- Министерство жилищно-гражданского строительства РСФСР[3][47][34][4]
- Министерство жилищно-коммунального хозяйства РСФСР[48][4]
- Министерство заготовок РСФСР[49][50][51][52]
- Министерство здравоохранения РСФСР[4][39]
- Министерство иностранных дел РСФСР[3][4][39]
- Министерство кинематографии РСФСР[3][33]
- Министерство коммунального хозяйства РСФСР[3][48]
- Министерство культуры РСФСР[33][4][39][53]
- Министерство легкой промышленности РСФСР[3][4]
- Министерство лесного хозяйства РСФСР[3][33][4][39]
- Министерство лесной промышленности РСФСР[3][38][54][33][37]
- Министерство лесной и бумажной промышленности РСФСР[38][54][33]
- Министерство мелиорации и водного хозяйства РСФСР[4]
- Министерство местной промышленности РСФСР[3][33][47][4]
- Министерство местной топливной промышленности РСФСР[3][33]
- Министерство местной и топливной промышленности РСФСР[33][47]
- Министерство монтажных и специальных строительных работ РСФСР[55]
- Министерство мясной и молочной промышленности РСФСР[3][52]
- Министерство народного образования РСФСР[4][56][57]
- Министерство обороны РСФСР[33][58]
- Министерство образования РСФСР[39][57]
- Министерство охраны общественного порядка РСФСР[41][59]
- Министерство печати и массовой информации РСФСР[39]
- Министерство РСФСР по связи, информатике и космосу[39]
- Министерство плодоовощного хозяйства РСФСР[60][52]
- Министерство производства и заготовок сельскохозяйственных продуктов РСФСР[50][61]
- Министерство промышленности РСФСР[39]
- Министерство промышленности мясных и молочных продуктов РСФСР[33]
- Министерство промышленности продовольственных товаров РСФСР[33]
- Министерство промышленности строительных материалов РСФСР[3][4]
- Министерство промышленных товаров широкого потребления РСФСР[33]
- Министерство просвещения РСФСР[3][56]
- Министерство рыбного хозяйства РСФСР[4][62]
- Министерство рыбной промышленности РСФСР[3]
- Министерство речного флота РСФСР[4]
- Министерство связи РСФСР[47][63][4]
- Министерство сельского хозяйства РСФСР[3][33][63][61][52]
- Министерство сельского строительства РСФСР[59]
- Министерство сельского хозяйства и заготовок РСФСР[33]
- Министерство сельского хозяйства и продовольствия РСФСР[39]
- Министерство совхозов РСФСР[3][33][49][50][64][65]
- Министерство социального обеспечения РСФСР[3][4][39]
- Министерство строительства РСФСР[55][66]
- Министерство строительства в северных и западных районах РСФСР[4][62]
- Министерство строительства в южных районах РСФСР[4][62]
- Министерство строительства в районах Урала и Западной Сибири РСФСР[4][62]
- Министерство строительства в восточных районах РСФСР[4][62]
- Министерство строительства и эксплуатации автомобильных дорог РСФСР[34]
- Министерство текстильной промышленности РСФСР[3][38][67][4]
- Министерство топлива и энергетики РСФСР[68]
- Министерство топливной промышленности РСФСР[47][4]
- Министерство торговли РСФСР[3][4][39]
- Министерство транспорта РСФСР[39]
- Министерство труда РСФСР[39]
- Министерство финансов РСФСР[3][4][39]
- Министерство хлебопродуктов РСФСР[49][52][4][39]
- Министерство хлебопродуктов и комбикормовой промышленности РСФСР[45][51]
- Министерство экологии и природопользования РСФСР[69]
- Министерство экономики РСФСР[70]
- Министерство энергетики и электрификации РСФСР[41][55]
- Министерство юстиции РСФСР[3][63][71][4][39]

### Государственные комитеты
- Государственный агропромышленный комитет РСФСР[52][4]
- Государственный агропромышленный комитет Нечернозёмной зоны РСФСР[46][4]
- Комитет государственной безопасности РСФСР[47][45][72]
- Государственный лицензионный комитет РСФСР[73]
- Государственный научно-технический комитет Совета Министров РСФСР[49]
- Государственный комитет РСФСР по антимонопольной политике и поддержке новых экономических структур[39]
- Государственный комитет РСФСР по архитектуре и строительству[39]
- Государственный комитет РСФСР по виноградарству и винодельческой промышленности[52]
- Государственный комитет Совета Министров РСФСР по водному хозяйству[49]
- Государственный комитет РСФСР по геологии и использованию недр[73]
- Государственный комитет РСФСР по делам издательств, полиграфии и книжной торговли[74][4]
- Государственный комитет Совета Министров РСФСР по делам местной промышленности и художественных промыслов[75][55]
- Государственный комитет РСФСР по делам национальностей[39][76]
- Государственный комитет РСФСР по делам науки и высшей школы[39]
- Государственный комитет РСФСР по делам обороны[77]
- Государственный комитет РСФСР по делам строительства[75][4] (Госстрой РСФСР)
- Государственный комитет РСФСР по жилищно-коммунальному хозяйству[78]
- Государственный комитет РСФСР по занятости населения[79]
- Государственный комитет РСФСР по земельной реформе[39][80]
- Государственный комитет РСФСР по земельной реформе и поддержке крестьянских (фермерских) хозяйств[80]
- Государственный комитет Совета Министров РСФСР по использованию и охране поверхностных и подземных водных ресурсов[75]
- Государственный комитет РСФСР по кинематографии[63][45][74][56]
- Государственный комитет Совета Министров РСФСР по координации научно-исследовательских работ[49][45]
- Государственный комитет РСФСР по ликвидации последствий аварии на Чернобыльской АЭС[39]
- Государственный комитет РСФСР по материально-техническому обеспечению республиканских и региональных программ[39]
- Государственный комитет РСФСР по материально-техническому снабжению[4]
- Государственный комитет РСФСР по молодежной политике[73]
- Государственный комитет Совета Министров РСФСР по надзору за безопасным ведением работ в промышленности и горному надзору (Госгортехнадзор РСФСР)[81]
- Государственный комитет РСФСР по надзору за радиационной безопасностью[73]
- Государственный комитет РСФСР по национальным вопросам[4][82]
- Государственный комитет РСФСР по обеспечению нефтепродуктами[4]
- Государственный комитет РСФСР по обороне и безопасности[83]
- Государственный комитет РСФСР по оборонным вопросам[77][84]
- Государственный комитет РСФСР по общественной безопасности и взаимодействию с Министерством обороны СССР и КГБ СССР[39][83]
- Государственный плановый комитет РСФСР[4]
- Государственный комитет РСФСР по охране природы[46][4]
- Государственный комитет Совета Министров РСФСР по печати[63]
- Государственный комитет РСФСР по производственно-техническому обеспечению сельского хозяйства[52]
- Государственный комитет РСФСР по профессионально-техническому образованию[56]
- Государственный комитет РСФСР по социально-экономическому развитию Севера[39]
- Государственный комитет РСФСР по статистике[85][4]
- Государственный комитет РСФСР по труду[85]
- Государственный комитет РСФСР по труду и социальным вопросам[85][4]
- Государственный комитет РСФСР по управлению государственным имуществом[39]
- Государственный комитет РСФСР по физической культуре и спорту[86][4][39]
- Государственный комитет РСФСР по ценам[87][4]
- Государственный комитет РСФСР по чрезвычайным ситуациям[73]
- Государственный комитет РСФСР по экологии и природопользованию[39][69]
- Государственный комитет РСФСР по экономике[39][70]
- Государственный комитет санитарно-эпидемиологического надзора РСФСР[88]
- Государственный комитет стратегических запасов РСФСР[73]
- Государственный таможенный комитет РСФСР[89]
- Агентство федеральной безопасности РСФСР (с правами государственного комитета)[90]

## Подведомственные органы
Совет министров РСФСР обладал полномочиями без согласования с Верховным советом РСФСР создавать, реорганизовывать и упразднять различные учреждения — комитеты, главные управления и прочие ведомства при Совете министров РСФСР. Эти учреждения находились в прямом подчинении Совета министров РСФСР и официально именовались «подведомственными органами Совета министров РСФСР».